# Белочка (конфеты)

Современная обёртка конфет «Белочка» фабрики им. Н. К. Крупской

«Бе́лочка» — это шоколадные конфеты, главным атрибутом которых является дроблёный фундук в начинке, а также стилизованное изображение белочки с орешком в лапках (может быть исполнено в нескольких цветовых вариациях).
Впервые «Белочка» была сделана на фабрике Жоржа Бормана, позже известной как кондитерская фабрика имени Самойловой.
В начале 1940-х годов производилась кондитерской фабрикой имени Н. К. Крупской, которая входила в состав Ленинградского производственного объединения кондитерской промышленности. В советское время объём производства фабрикой этих популярных конфет достигал тысяч тонн в год.
Позже, в 1998 году был зарегистрирован товарный знак «Белочка». Сегодня права на серию товарных знаков «Белочка» принадлежат компании «Оркла Брэндс Россия», в состав которой входит и Кондитерская фабрика имени Н. К. Крупской. В настоящее время ОАО «Оркла Брэндс Россия» активно использует товарный знак «Белочка», выпуская шоколадные конфеты с ореховой начинкой с оригинальным дизайном этикетки, как в коробках, так и развесные.
На 2015 год на фабрике имени Крупской производили три разновидности конфет «Белочка», отличающиеся составом и предназначенные для различных ценовых категорий.
Конфеты «Белочка» во времена СССР был популярным подарком к Новому году. Символом этих конфет является художественный образ белки с орехом в лапах.